# مولینیسم

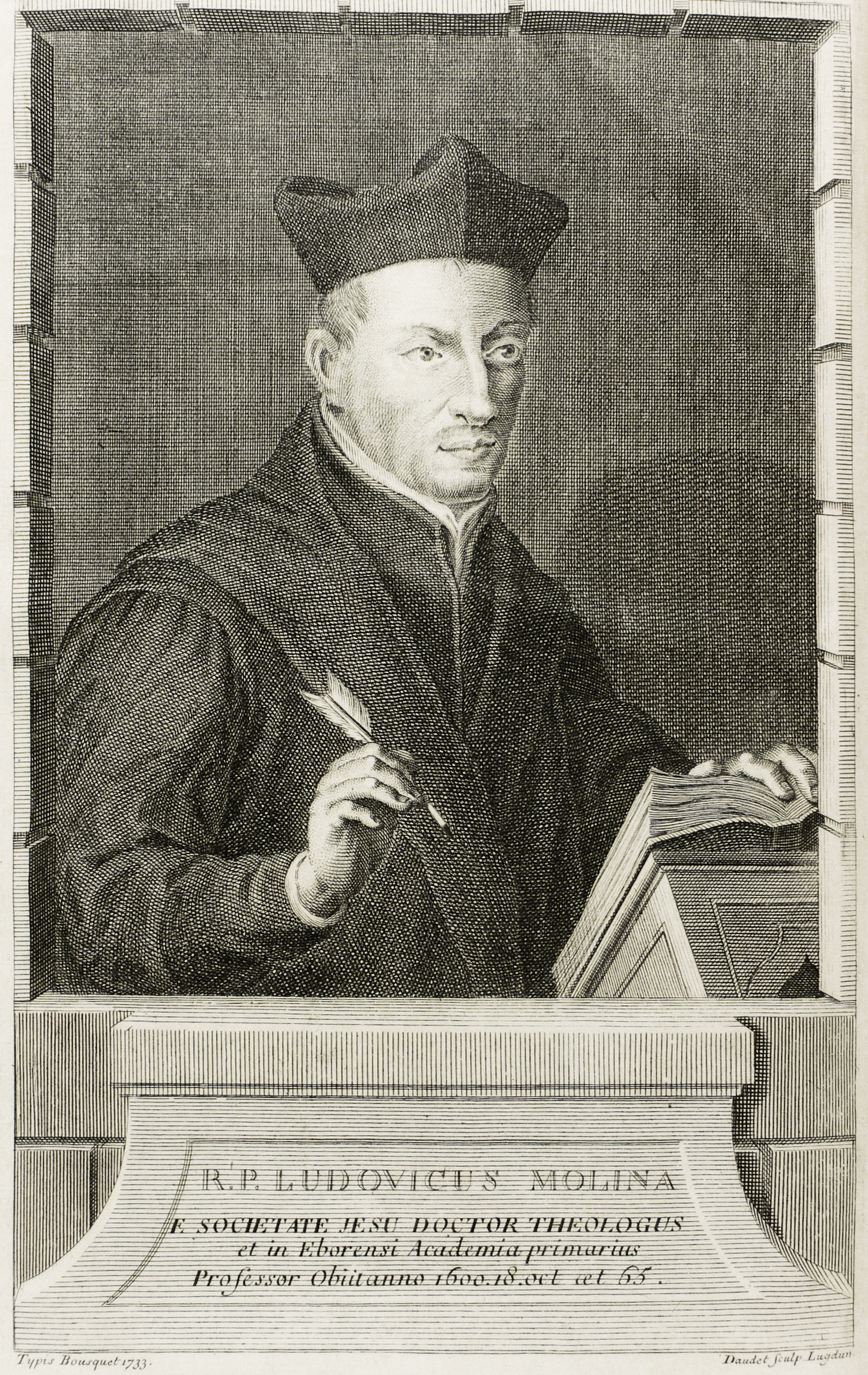
لوئیس د مولینا، هم‌نام با مولینیسم

مولینیسم (به انگلیسی: Molinism)، که به نام متکلم یسوعی اسپانیایی قرن شانزدهم، لوئیس د مولینا نامگذاری شده است، نظریه‌ای است که می‌گوید خداوند دارای دانش میانی (یا علم واسطه ) است: دانش خلاف واقع‌ها، به‌ویژه شرطی خلاف واقع مربوط به عمل انسان. این نظریه در پی آشتی دادن تنش مشیت الهی و اراده آزاد انسان است. از جمله مولینیست‌های برجسته معاصر می‌توان به ویلیام لین کریگ، آلفرد فردوسو، الوین پلانتینگا، مایکل برگمان، توماس فلینت، کنت کیتلی، دیو آرمسترانگ، جان دی. لینگ، تیموتی استراتون، کرک مک گرگور و جی. پی. مورلند اشاره کرد.

## اقسام علم خداوند
به گفته کنت کیثلی نویسنده کتاب رستگاری و حاکمیت: رویکردی مولینیستی، مولینیست‌ها استدلال می‌کنند که خداوند اراده خود را در زندگی موجودات مختار از طریق استفاده از علم مطلق خود به‌طور کامل محقق می‌کند. مولینیست‌ها به پیروی از خود لوئیس د مولینا علم خدا را در توالی سه لحظه منطقی ارائه می‌دهند.
مورد اول، علم خداوند به حقایق ضروری یا علم طبیعی است. این حقایق مستقل از اراده خدا هستند و مشروط به اراده او نمی‌باشند. این دانش شامل طیف کاملی از احتمالات منطقی است. برای مثال می‌توان به جملاتی مانند «همه مجردها مجرد هستند» یا «X نمی‌تواند هم‌زمان، به یک شکل و در یک مکان، هم A باشد و هم A نباشد» یا «ممکن است X ازدواج کند» اشاره کرد.
مورد دوم، علم آزاد خداوند است. این نوع دانش شامل حقایق ممکنی است که به اراده خداوند وابسته‌اند، یا حقایقی که خداوند آن‌ها را محقق می‌سازد. مثال‌ها شامل گزاره‌هایی مانند «خدا زمین را آفرید» یا چیزی خاص درباره این جهان است که خدا آن را به فعلیت رسانده است. دانش آزاد، آینده آنچه را که اتفاق خواهد افتاد، در بر می‌گیرد.
مورد سوم، بین علم طبیعی و آزاد خداوند، «علم میانی» او قرار دارد که شامل طیف وسیعی از اتفاقات ممکن است که در شرایط خاص رخ می‌دهند و خداوند به وسیله آن می‌داند که مخلوقات آزادش در هر موقعیتی چه خواهند کرد. این‌ها «حقایقی» هستند که لازم نیست حقیقت داشته باشند، اما بدون این‌که خدا علت اصلی آن‌ها باشد، حقیقت دارند. جان دی. لینگ در دانشنامه اینترنتی فلسفه مثالی از دانش میانی ارائه داده است: «اگر به جان لینگ فرصت داده می‌شد تا مقاله‌ای در مورد دانش میانی برای دانشنامه اینترنتی فلسفه بنویسد، او آزادانه این کار را انجام می‌داد.»

طرفداران مولینیسم ادعای خود را با استناد به گفته مسیح در کتاب مقدس اثبات کرده‌اند:
و تو ای کفرناحوم، آیا سر به آسمان خواهی کشید؟ تو به هادسفرود آورده خواهی شد. زیرا اگر معجزاتی که در تو انجام شد در سدوم انجام می‌شد، آن شهر تا به امروز باقی می‌ماند.
مولینیست ادعا می‌کند که در این مثال، خداوند می‌داند که مخلوقات مختارش تحت شرایط فرضی چه انتخابی خواهند کرد، یعنی این‌که سدومیان به معجزات و رسالت عیسی به گونه‌ای واکنش نشان می‌دادند که با توجه به آن موقعیت فرضی، سدوم هنوز در زمان عیسی وجود می‌داشت.
متی ۱۱:۲۳ شامل چیزی است که معمولاً به عنوان یک شرط خلاف واقعِ آزادی مخلوق نامیده می‌شود. اما باید خلاف واقع‌ها را از قضا و قدر و دانش میانی را از دانش خداوند به خلاف واقع‌ها متمایز کرد (زیرا برای مثال، تومیست‌ها تأیید می‌کنند که خداوند دانش خلاف واقع دارد). کتاب مقدس شامل نمونه‌های زیادی از پیشگویی است که در آن خداوند به موسی می‌گوید که بنی‌اسرائیل پس از رهایی از مصر، خدا را رها خواهند کرد.
برخی از مخالفان مولینیسم ادعا می‌کنند که علم پیشینی و علم خداوند به گزاره‌های خلاف واقع، نمونه‌هایی از آن چیزی است که خداوند انجام خواهد داد. یعنی وقتی مسیح واکنش سدومیان را در مثال فوق توصیف می‌کند، خداوند قرار بود کاری کند که آن‌ها تا به امروز باقی بمانند. طرفداران مولینیسم با اشاره به این‌که کتاب مقدس حاوی نمونه‌هایی از پیش آگاهی خداوند از اعمال شیطانی است، به این ایراد پاسخ داده‌اند. برای مثال، ترک خدا توسط بنی‌اسرائیل یا انکار مسیح توسط پطرس، هر دو نمونه‌هایی از چیزی هستند که می‌توان آن را اعمال آشکار گناه نامید. با این حال به گفته مخالفان مولینیسم، خداوند این اعمال آشکار گناه را انجام می‌دهد. به گفته مولینیست‌ها، این مغالطه است. برای این‌که این روایت از پیشگویی معتبر باشد، همه پیشگویی‌ها باید کاملاً خوب باشند و هرگز شامل اعمال شیطانی نباشند؛ اما مخالفان چنین باوری ندارند. شاید صرفاً به این دلیل باشد که طبیعت انسانی مسیح، پیش‌بینی منطقی از اعمال مذکور انجام داده است، همان‌طور که قبلاً از پطرس تجربه کرده بود، که در پاسخ گفته بود: «دور شو از من، شیطان».

## آشنایی با گزاره‌های شرطی خلاف واقع
مولینیست‌ها معتقدند که خداوند نه تنها به حقایق منطقی و حقایق ممکن، بلکه به گزاره‌های خلاف واقع نیز علم دارد. [دانش خدا از شرطی‌های خلاف واقع اغلب به‌عنوان دانش میانی او شناخته می‌شود، اگرچه این اصطلاح چیزی بیش از دانش شرطی‌های خلاف واقع را در بر می‌گیرد.] یک شرطی خلاف واقع، گزاره‌ای به شکل «اگر P باشد، Q هم خواهد بود.» است. برای مثال «اگر باب در تاهیتی بود، شنا کردن را به حمام آفتاب گرفتن انتخاب می‌کرد.» مولینیست ادعا می‌کند که حتی اگر باب هرگز در تاهیتی نباشد، خدا همچنان می‌تواند بداند که آیا باب به شنا می‌رود یا حمام آفتاب می‌گیرد. مولینیست معتقد است که خداوند با استفاده از علم میانه و علم پیشین خود، تمام جهان‌های ممکن را بررسی کرده و سپس یک جهان خاص را به فعلیت رسانده است. دانش میانی خداوند از گزاره‌های خلاف واقع، نقش اساسی در این «انتخاب» یک جهان خاص ایفا می‌کند.
مولینیست‌ها می‌گویند ترتیب منطقی وقایع خلقت به شرح زیر است:
1. علم طبیعی خداوند به حقایق منطقی
2. دانش میانی خداوند (شامل گزاره‌های خلاف واقع) —آفرینش جهان—

1. علم آزاد خداوند ( هستی‌شناسی واقعی جهان)

از این رو علم میانی خداوند نقش مهمی در فعلیت یافتن جهان دارد. در واقع به نظر می‌رسد که دانش میانی خداوند از امور خلاف واقع، نقش بی‌واسطه‌تری در ادراک نسبت به دانش پیشین خداوند ایفا می‌کند. ویلیام لین کریگ خاطرنشان می‌کند که «بدون علم میانه، خداوند به اصطلاح، خود را در حال آگاهی از آینده می‌یابد، اما بدون هیچ برنامه‌ریزی منطقی قبلی برای آینده.» قرار دادن علم میانه خداوند بین علم خداوند به حقایق منطقی و فرمان آفرینش خداوند بسیار مهم است. زیرا اگر علم میانی خداوند پس از حکم خلقت او می‌بود، آنگاه خداوند باعث آنچه موجودات مختلف در شرایط مختلف انجام می‌دهند، می‌شد و بدین ترتیب آزادی را از بین می‌برد. اما با قرار دادن دانش میانه (و در نتیجه گزاره‌های خلاف واقع) قبل از فرمان خلقت، خداوند آزادی را به‌معنای آزادی‌خواهانه آن مجاز می‌داند. قرار دادن دانش میانی به‌طور منطقی پس از حقایق منطقی، و قبل از فرمان خلقت، به خداوند این امکان را می‌دهد که جهان‌های ممکن را بررسی کند و تصمیم بگیرد که کدام جهان را به فعلیت برساند.
کریگ سه دلیل برای درستی گزاره‌های خلاف واقع ارائه می‌دهد: «۱) به نظر می‌رسد که خودمان اغلب چنین گزاره‌های خلاف واقع درستی را می‌شناسیم. ۲) محتمل است که قانون شرط عدم شمول حد وسط برای گزاره‌های خلاف واقع از نوع خاصی که معمولاً «گزاره‌های خلاف واقع آزادی مخلوق» نامیده می‌شوند، صادق باشد. ۳) کتاب مقدس مملو از گزاره‌های خلاف واقع است، به طوری که حداقل خداباور مسیحی باید به درستی گزاره‌های خلاف واقع خاصی در مورد اعمال آزاد و مخلوق متعهد باشد.»

## پیامدهای الهیاتی
ویلیام لین کریگ مولینیسم را «یکی از پربارترین ایده‌های الهیاتی که تاکنون تصور شده است، می‌نامد. زیرا این ایده نه تنها می‌تواند دانش خداوند از آینده، بلکه مشیت و تقدیر الهی را نیز توضیح دهد». خداوند مقداری از مشیت الهی را بدون ایجاد مانع در آزادی بشریت حفظ می‌کند. از آن‌جا که خداوند علم میانه دارد، می‌داند که یک فاعل در یک موقعیت خاص، آزادانه چه کاری انجام خواهد داد. بنابراین، اگر فاعل A در شرایط C قرار گیرد، آزادانه گزینه X را به گزینه Y ترجیح می‌دهد. بنابراین اگر خدا می‌خواست X را محقق کند، تنها کاری که انجام می‌داد این بود که با استفاده از دانش میانی خود، جهانی را که A در C قرار داشت، به فعلیت می‌رساند و A آزادانه X را انتخاب می‌کرد. خدا عنصری از مشیت الهی را بدون ابطال انتخاب A حفظ می‌کند و هدف خدا (تحقق X) محقق می‌شود.
پیروان مکتب مولینیسم همچنین معتقدند که این امر می‌تواند به درک فرد از رستگاری کمک کند. از زمان آگوستین و پلاژیوس، بحث‌هایی پیرامون مسئله رستگاری وجود داشته است؛ آیا خدا می‌تواند مؤمنان را انتخاب کند و مؤمنان همچنان آزادانه به سوی خدا بیایند؟ پروتستان‌هایی که بیشتر به انتخاب خدا برای رستگاری و حاکمیت گرایش دارند، معمولاً کالوینیست هستند، درحالی‌که کسانی که بیشتر به انتخاب آزاد بشریت گرایش دارند، از آرمینیانیسم پیروی می‌کنند. یک مولینیست می‌تواند هم حاکمیت خداوند و هم انتخاب آزاد انسان را بپذیرد.
نجات مأمور الف را در نظر بگیرید. خدا می‌داند که اگر الف را در شرایط ج قرار دهد، الف آزادانه به مسیح ایمان خواهد آورد. بنابراین خدا جهانی را که C در آن رخ می‌دهد، فعلیت می‌بخشد و سپس A آزادانه باور می‌کند. خداوند همچنان میزانی از مشیت الهی خود را حفظ می‌کند، زیرا جهانی را که الف در آن آزادانه انتخاب می‌کند، فعلیت می‌بخشد. اما A همچنان آزادی خود را به این معنا که می‌تواند هر یک از گزینه‌ها را انتخاب کند، حفظ می‌کند. مولینیسم وقتی هم مشیت الهی و هم آزادی بشر را تأیید می‌کند، دو گزاره متناقض را تأیید نمی‌کند. مشیت الهی به تحقق جهانی که در آن یک عامل می‌تواند به مسیح ایمان بیاورد، گسترش می‌یابد.